# رضا رستگار
رضا رستگار متخصص جلوه‌های ویژه در سینمای ایران

## جوایز
- برنده سیمرغ بلورین بهترین جلوه‌های ویژه یازدهمین دوره جشنواره فیلم فجر (۱۳۷۱) برای فیلم بر بال فرشتگان
- کاندید سیمرغ بلورین بهترین جلوه‌های ویژه یازدهمین دوره جشنواره فیلم فجر (۱۳۷۱) برای فیلم از کرخه تا راین

## مدیر تولید
- ۱ -  قناری (۱۳۸۲)

## مسئول جلوه‌های ویژه
- ۱ -  هزاران زن مثل من (۱۳۷۹)
- ۲ -  شیرهای جوان (۱۳۷۸)
- ۳ -  آی پارا (۱۳۷۷)
- ۴ -  هیوا (۱۳۷۷)
- ۵ -  ترور (۱۳۷۶)
- ۶ -  حماسه قهرمانان (۱۳۷۶)
- ۷ -  سرعت (۱۳۷۵)
- ۸ -  فاتح (۱۳۷۴)

## جلوه‌های ویژه
- ۱ -  زخم زیتون (۱۳۸۳)
- ۲ -  بیست و یک اینچ (۱۳۸۲)
- ۳ -  شب کایت‌ها (۱۳۸۲)
- ۴ -  قناری (۱۳۸۲)
- ۵ -  هیام (۱۳۸۲)
- ۶ -  نسل سوخته (۱۳۷۸)
- ۷ -  شیدا (۱۳۷۷)
- ۸ -  عشق بدون مرز (۱۳۷۷)
- ۹ -  لژیون (۱۳۷۷)
- ۱۰ -  آخرین نبرد (۱۳۷۶)
- ۱۱ -  ساحره (۱۳۷۶)
- ۱۲ -  قاعده بازی (۱۳۷۶)
- ۱۳ -  سجده بر آب (۱۳۷۵)
- ۱۴ -  فرار مرگبار (۱۳۷۴)
- ۱۵ -  پایان کودکی (کودک قهرمان) (۱۳۷۲)
- ۱۶ -  پرواز از اردوگاه (۱۳۷۲)
- ۱۷ -  کودکانی ازآب و گل (۱۳۷۲)
- ۱۸ -  من زمین را دوست دارم (۱۳۷۲)
- ۱۹ -  از کرخه تا راین (۱۳۷۱)
- ۲۰ -  بر بال فرشتگان (۱۳۷۱)
- ۲۱ -  چشمهایم برای تو (۱۳۷۱)
- ۲۲ -  لبه تیغ (۱۳۷۱)
- ۲۳ -  انفجار در اتاق عمل (۱۳۷۰)
- ۲۴ -  عملیات کرکوک (۱۳۷۰)
- ۲۵ -  تویی که نمی شناختمت (۱۳۶۹)
- ۲۶ -  در مسلخ عشق (۱۳۶۹)
- ۲۷ -  عروس حلبچه (۱۳۶۹)
- ۲۸ -  آخرین پرواز (۱۳۶۸)
- ۲۹ -  اُ - منفی (۱۳۶۸)
- ۳۰ -  باغ سید (۱۳۶۸)
- ۳۱ -  شکار خاموش (۱۳۶۸)
- ۳۲ -  افق (۱۳۶۷)
- ۳۳ -  بحران (۱۳۶۶)
- ۳۴ -  شرایط عینی (۱۳۶۶)
- ۳۵ -  ویزا (۱۳۶۶)
- ۳۶ -  پرواز در شب (۱۳۶۵)
- ۳۷-   بازمانده     (۱۳۷۴)

## انفجار
- ۱ -  شب دهم (۱۳۶۸)
- ۲ -  روزنه (۱۳۶۷)
- ۳ -  قاصد (۱۳۶۶)

## با تشکر از
- ۱ -  عشق فیلم (۱۳۸۱)